# Белль (Західна Вірджинія)
Белль (англ. Belle) — місто (англ. town) в США, в окрузі Кенова штату Західна Вірджинія. Населення — 1169 осіб (2020).

## Географія
Белль розташований за координатами 38°14′7″ пн. ш. 81°32′12″ зх. д. / 38.23528° пн. ш. 81.53667° зх. д. (38.235359, -81.536630).  За даними Бюро перепису населення США в 2010 році місто мало площу 2,02 км², з яких 1,79 км² — суходіл та 0,23 км² — водойми.

## Демографія
Згідно з переписом 2010 року, у місті мешкало 1260 осіб у 571 домогосподарстві у складі 365 родин. Густота населення становила 623 особи/км².  Було 639 помешкань (316/км²).
Расовий склад населення:
| - 97,7 % — білих - 0,6 % — чорних або афроамериканців - 0,3 % — азіатів - 0,2 % — корінних американців |

До двох чи більше рас належало 1,1 %. Частка іспаномовних становила 1,3 % від усіх жителів.
За віковим діапазоном населення розподілялося таким чином: 20,3 % — особи молодші 18 років, 60,9 % — особи у віці 18—64 років, 18,8 % — особи у віці 65 років та старші. Медіана віку мешканця становила 43,1 року. На 100 осіб жіночої статі у місті припадало 83,1 чоловіків;  на 100 жінок у віці від 18 років та старших — 79,6 чоловіків також старших 18 років.
Середній дохід на одне домашнє господарство  становив 56 482 долари США (медіана — 44 583), а середній дохід на одну сім'ю — 64 168 доларів (медіана — 50 156). Медіана доходів становила 37 292 долари для чоловіків та 30 761 долар для жінок. За межею бідності перебувало 14,1 % осіб, у тому числі 26,6 % дітей у віці до 18 років та 1,2 % осіб у віці 65 років та старших.
Цивільне працевлаштоване населення становило 576 осіб. Основні галузі зайнятості: освіта, охорона здоров'я та соціальна допомога — 27,6 %, публічна адміністрація — 16,8 %, транспорт — 11,5 %, будівництво — 10,2 %.